# Jānis Streičs
Jānis Streičs (26. september 1936 i Anspoki, Preiļu pagasts i Letland) er en lettisk filminstruktør.
Streičs er født og opvokset i landskabet Latgale, hvor han gik i landsbyskole, dernæst i Rēzekne Pædagogiske Skole, og efter aftjent værnepligt blev Streičs optaget på Letlands Statskonservatoriums filminstruktørskole ved teaterfakultetet i Riga.
Streičs har instrueret mere end 20 spillefilm i perioden 1967 til 2010, og har modtaget den lettiske filmpris Lielais Kristaps fem gange. Han er nok mest kendt for tv-spillefilmen af William Somerset Maughams novelle "Teater", hvor han tillod sig at tolke den verdenskendte mesters værk helt frit, men præcist og åbent. Den lettiske skuespillerinde Vija Artmane er gået over i filmhistorien, som en af de mest bemærkelsesværdige skuespillere af Julia Lamberts rolle.
Jānis Streičs er siden den 8. april 1998 Kommandør af Trestjerneordenen, og er siden 1999 æresmedlem af Letlands Videnskabsakademi.